# Млынок (Птичский сельсовет)
Млынок (бел. Млынок) — деревня в Птичском сельсовете Петриковского района Гомельской области Беларуси.

## География

### Расположение
В 30 км на северо-восток от Петрикова, 5 км от железнодорожной станции Птичь (на линии Лунинец — Калинковичи), 160 км от Гомеля.

### Гидрография
На южной окраине река Фейса в которую впадает Куричицкий канал (приток реки Птичь).

## Транспортная сеть
Рядом автодорога Лунинец — Гомель. Планировка состоит из криволинейной улицы, ориентированной с юго-запада на северо-восток, к центру которой с севера присоединяется переулок. Застройка деревянная, неплотная, усадебного типа.

## История
По письменным источникам известна со 2-й половины XVIII века как небольшое селение в Мозырском повете Минского воеводства Великого княжества Литовского. После 2-го раздела Речи Посполитой (1793 год) в составе Российской империи. В 1795 году владение Ходкевичей. В 1834 году деревня Слободский Млынок. Согласно переписи 1858 года владение казны. Обозначена на карте 1866 года, которая использовалась Западной мелиоративной экспедицией, работавшей в этих местах в 1890-е годы. В 1879 году в Копаткевичском церковном приходе. По сведениям 1886 года действовала Вознесенская церковь, которая располагалась на кладбище. Деревянное сдание церкви было сожжено в период Великой Отечественной войны. Церковь была припиской к Покровской церкви деревни Копаткевичи Копаткевичской волости Мозырского уезда Минской губернии.
Согласно сборнику «Волости и важнейшие селения Европейской России» (1886 год): «Млынок, село при реке Птичь, дворов 7, жителей 50, церковь православная». 
В 1908 году открыто одноклассное народное училище. Первой учительницей стала Евгения Андреевна Модзалевская сестра советского поэта Модзалевского Ильи Андреевича.  Помещение  для школы выделил дворянин Жерелло Павел Кузьмич, служащий Государственного банка. 
В 1918 году открыта школа, которая размещалась в наёмном крестьянском доме. 
В 1924 году в Млынке 29 дворов и 257 жителей. 
В 1931 году жители вступили в колхоз. 13 жителей погибли на фронтах Великой Отечественной войны. Согласно переписи 1959 года в составе колхоза «40 лет Октября» (центр — деревня Птичь).

## Население

### Численность
- 2004 год — 29 хозяйств, 55 жителей.

### Динамика
- 1795 год — 3 двора.
- 1834 год — 4 двора, 36 жителей.
- 1858 год — 5 дворов.
- 1886 год — 7 дворов, 50 жителей.
- 1917 год — 257 жителей.
- 1925 год — 30 дворов.
- 1959 год —182 жителя (согласно переписи).
- 2004 год — 29 хозяйств, 55 жителей.